# Svilojevo
Svilojevo (húngaro: Szilágyi; serbocroata cirílico: Свилојево) es un pueblo de Serbia perteneciente al municipio de Apatin del distrito de Bačka del Oeste de la provincia autónoma de Voivodina.
En 2011 su población era de 1179 habitantes. Casi dos tercios de los habitantes son magiares y casi otro tercio son étnicamente serbios.
Fue fundado en 1899, por iniciativa de los ministros húngaros Dezső Szilágyi y András Bethlen, en un plan para desarrollar la agricultura en esta zona hasta entonces boscosa. En 1906 se construyó la iglesia católica de San Esteban, de estilo neogótico, que hoy es el principal monumento de la localidad. Casi toda la población estaba formada por magiares hasta las guerras yugoslavas de finales de siglo XX, cuando se produjo una gran emigración por su ubicación en la frontera con Croacia; el hueco dejado por los magiares se aprovechó para asentar aquí a serbios de Croacia.
Se ubica en la periferia suroriental de Apatin, sobre la carretera 107 que lleva a Osijek.